# 白石水镇
白石水镇，是中华人民共和国广西壮族自治区钦州市浦北县下辖的一个乡镇级行政单位。

## 行政区划
白石水镇下辖以下地区：
新兴社区、新圩村、五黄村、南明村、陈依村、双龙村、那回村、大塘村、高联村、红岭村、良田村、良江村和中林村。